# Maquisards (série télévisée)
 (juillet 2025).
Maquisards, est une série télévisée ivoirienne, diffusée pour la première fois en octobre 2023 et réalisée par Francis Golé, coproduite par la Tv d'Orange et le Studio Fs.
La série est tournée à Yopougon dans une commune d'Abidjan. La première saison comporte 26 épisodes de 26 minutes avec l'actrice Marie Paule Adjé dans le rôle de Suzy et Ephraim Oka dans le rôle de prince. La série est diffusée sur Life Tv en français.

## Synopsis
Prince, un jeune homme qui vit dans la commune populaire de Yopougon gère le maquis de sa tante Sidonie, son plus grand rêve, est d'être propriétaire de la plus grande boîte de nuit d'Afrique de l'ouest,. Il se bat au quotidien pour réaliser son rêve qui est en réalité le rêve de son père mort. Il est amoureux de Suzy, une fille qui est intéressée par l'argent facile et qui aime les Sugar daddy,.

## Fiche technique
- Titre original : Maquisards
- Réalisateur :  Francis Golé
- Scénariste : Malicka Ouattara[6]
- Acteurs principaux : Marie Paule Adjé[7], Ephraim Oka
- Genre : Drame, humour
- Durée : 26 minutes[8]
- Pays de production : Côte d'Ivoire
- Sociétés de production : Tv d'Orange et le Studio Fs
- Langue originale : français et nouchi
- Format : 26x26'
- Diffuseur : Life Tv et la Tv d'Orange[9]
- Date de sortie : 9 octobre 2024 en Côte d'Ivoire[8]

## Distribution
- Ephraïm Oka : Prince[1]
- Marie-Paule Adjé : Suzy[10]
- Marie-Josée Néné
- Bilé Junior
- Aimé Christian Eboua
- Guehi Roland Patrick
- Chantal Reine Kadjo
- Brice Delon
- Dent de Man
- Aby Dacoury

## Production
La série est coproduite en langue française et en nouchi par la Tv d'Orange et le Studio Fs. Le scénario est écrit par Malicka Ouattara. Le tournage est se fait à Yopougon. L'avant première est diffusée le 5 octobre 2023 à Yopougon dans le célèbre maquis L'internat.
Les saisons 2 et 3 sont en production. La saison 2 est dévoilé en janvier 2025 avec une nouvelle actrice, la Djadja, rôle joué par Tina Glamour.